# Quint Fabi Virgilià
Quint Fabi Virgilià (en llatí Quintus Fabius Virgilianus) va ser un militar romà. Formava part de la gens Fàbia.
Va ser llegat d'Appi Claudi Pulcre a Cilícia fins a l'any 51 aC. En esclatar la segona guerra civil entre Juli Cèsar i Gneu Pompeu Magne l'any 49 aC, va donar suport a Pompeu. No se'l menciona més i potser va morir a la guerra. Ciceró, a les Epistulae ad Atticum parla d'ell.